# MS4A4E
MS4A4E (англ. Putative membrane-spanning 4-domains subfamily A member 4E) – білок, який кодується однойменним геном, розташованим у людей на 11-й хромосомі. Довжина поліпептидного ланцюга білка становить 132 амінокислот, а молекулярна маса — 15 209.
| 10         |  | 20         |  | 30         |  | 40         |  | 50         |
| ---------- |  | ---------- |  | ---------- |  | ---------- |  | ---------- |
| MTTMQGMEQT |  | TPGAGPDVPQ |  | LGNIDVIHSY |  | LCKGLQEKFF |  | KRKPKVLGVV |
| RILIALMSLS |  | MGIIMMCVAF |  | SSYEEHPIFV |  | YVAYTIWGSV |  | MYPYQLQQEL |
| EQQKVWNYLK |  | NLSWRIMGSY |  | LCFGERSELK |  | PL         |  |            |

A: Аланін

C: Цистеїн

D: Аспарагінова кислота

E: Глутамінова кислота

F: Фенілаланін

G: Гліцин

H: Гістидин

I: Ізолейцин

K: Лізин

L: Лейцин

M: Метіонін

N: Аспарагін

P: Пролін

Q: Глутамін

R: Аргінін

S: Серин

T: Треонін

V: Валін

W: Триптофан

Кодований геном білок за функцією належить до рецепторів. 
Задіяний у такому біологічному процесі, як альтернативний сплайсинг. 
Локалізований у мембрані.